# Hapsals stad
Hapsals stad (estniska: Haapsalu linn) är en kommun (stadskommun) i landskapet  Läänemaa i Estland. Den ligger på Estlands västkust mot havsområdet Moonsund (estniska: Väinameri). Staden Hapsal (Haapsalu) utgör kommunens centralort.
Kommunen utgjordes från början enbart av staden Hapsal. Den utökades i samband med kommunreformen 2017 då området motsvarande den tidigare kommunen Ridala tillfördes stadskommunen.
Trakten har traditionellt varit bebott av estlandssvenskar. Från hamnen i Rus utgår färjorna till Dagö och Ormsö.  

## Orter
I stadskommunen finns en stad, centralorten Hapsal. Därtill finns två småköpingar (estniska: alevik) och 55 byar.

### Småköpingar
- Paralepa
- Nyhovet (estniska: Uuemõisa)

### Byar
- Aamse
- Allika
- Ammuta
- Emmuvere
- Erja
- Espre
- Haeska
- Herjava
- Hobulaiu
- Jõõdre
- Kabrametsa
- Kadaka
- Kaevere
- Kiideva
- Kiltsi
- Kiviküla
- Koheri
- Koidu
- Kolila
- Kolu
- Käpla
- Laheva
- Lannuste
- Liivaküla
- Litu
- Lõbe
- Metsaküla
- Mäeküla
- Mägari
- Nõmme
- Panga
- Parila
- Puiato
- Puise
- Pusku
- Põgari-Sassi
- Rohense
- Rus (estniska: Rohuküla)
- Rummu
- Saanika
- Saardu
- Sepaküla
- Sinalepa
- Suure-Ahli
- Tammiku
- Tanska
- Tuuru
- Uneste
- Uuemõisa
- Valgevälja
- Varni
- Vilkla
- Võnnu
- Väike-Ahli
- Vätse
- Üsse